# Dischidesia cinerea
Dischidesia cinerea là một loài bướm đêm trong họ Geometridae.